# Maxera subocellata
Maxera subocellata är en fjärilsart som beskrevs av Walker 1865. Maxera subocellata ingår i släktet Maxera och familjen nattflyn. Inga underarter finns listade i Catalogue of Life.